# Paraclinus integripinnis
Paraclinus integripinnis е вид лъчеперка от семейство Labrisomidae.

## Разпространение
Видът е разпространен в Мексико и САЩ.